# Tempelj Hojsalešvara
Tempelj Hojsalešvara, imenovan tudi preprosto tempelj Halebidu, je hindujski tempelj iz 12. stoletja, posvečen bogu Šivi. Je največji spomenik v Halebiduju, mestu v zvezni državi Karnataka v Indiji in nekdanji prestolnici imperija Hojsala. Tempelj je bil zgrajen na bregovih velikega umetnega jezera, sponzoriral pa ga je kralj Višnuvardhana iz imperija Hojsala. Njegova gradnja se je začela okoli leta 1121 in je bila dokončana leta 1160. V zgodnjem 14. stoletju je Halebidu dvakrat oplenila in opustošila muslimanska vojska Delhijskega sultanata iz severne Indije, tempelj in prestolnica pa sta propadla in zanemarjena. Od mesta Hasan je oddaljen 30 kilometrov in od Bangaloreja približno 210 kilometrov.
Tempelj Hojsalešvara je spomenik tradicije šivaizma, vendar spoštljivo vključuje številne teme iz tradicije vaišnavizma in šaktizma hinduizma, pa tudi podobe iz džainizma. Tempelj Hojsalešvara je tempelj dvojček, posvečen Hojsalešvara in Santalešvara Šiva lingam, poimenovan po moškem in ženskem vidiku, oba enaka in združena v transeptu. Zunaj ima dve Nandi svetišči, kjer je vsak sedeči Nandi obrnjen proti ustreznemu Šivinemu lingamu v notranjosti. Tempelj vključuje manjše svetišče za hindujskega boga sonca Surja. Nekoč je imel stolpe nadgradnje, vendar ne več in tempelj je videti raven. Tempelj je obrnjen proti vzhodu, čeprav je spomenik trenutno obiskan s severne strani. Tako glavni templji kot svetišča Nandi temeljijo na kvadratnem tlorisu. Tempelj je bil izklesan iz steatita. Znan je po svojih skulpturah, zapletenih reliefih, podrobnih frizih, pa tudi po zgodovini, ikonografiji, napisih v severnoindijski in južnoindijski pisavi. Umetnina templja ponuja slikovno okno v življenje in kulturo v južni Indiji 12. stoletja. Približno 340 velikih reliefov prikazuje hindujsko teologijo in z njo povezane legende. Številni manjši frizi pripovedujejo hindujska besedila, kot so Ramajana, Mahabharata in Bhagavata Purana. Nekateri frizi pod velikimi reliefi prikazujejo pripovedne epizode.
Umetnine v templju Hojsalešvara so poškodovane, vendar večinoma nedotaknjene. V nekaj kilometrih od templja so številne ruševine arhitekture Hojsala. Tempelj, skupaj z bližnjim kompleksom Džain Basadi in templjem Kedarešvara ter templjem Kesava v Belurju, so bili predlagani za uvrstitev na Unescov seznam svetovne dediščine.

## Lokacija
Tempelj Hojsalešvara stoji v Halebidu, imenovan tudi Halebeedu, Halebid, Dorasamudra. Halebidu je mesto v okrožju Hasan v indijski zvezni državi Karnataka. To je približno 30 kilometrov severozahodno od Hasana. Tempelj je približno 16 kilometrov oddaljen od Belurja, templjev v Karnataki. Halebidu nima bližnjega letališča in je približno 210 kilometrov zahodno od Bangaloreja (koda IATA: BLR), približno 4 ure vožnje in je dostopen s štiripasovno avtocesto NH75 skozi Hasan. Halebidu je povezan z železniškim omrežjem v Hasanu z večjimi mesti Karnatake.

## Zgodovina
Obdobje Hojsala v zgodovini južne Indije se je začelo okoli leta 1000 n. št. in se nadaljevalo do leta 1346. V tem obdobju so zgradili okoli 1500 templjev v 958 središčih. Halebidu se je v svojih napisih prvotno imenoval Dorasamudra, kar je verjetno izpeljano iz Dvarasamudra (sanskrtske besede Dvara (prehod, vrata) in Samudra (ocean, morje, veliko vodno telo)). Prestolnica je bila nekoč Belur, Karnataka, vendar je Dorasamudra postala uveljavljena prestolnica pod kraljem Višnuvardhano in je skoraj 300 let služila kot prestolnica imperija Hojasala.
Za razliko od drugih templjev Hojsala, ki so preživeli v moderni dobi, in kljub številnim napisom v prostorih templja, tempelj Hojsalešvara nima napisa s posvetilom. Verjetno je izgubljen, skupaj s številnimi drugimi značilnostmi prvotnega templja. Napis, najden približno pet kilometrov od mesta templja, v bližini ruševin templja Kalesvara v Ghatadahaliju, navaja, da je ta tempelj zgradil Ketamala – častnik v službi kralja Višnuvardhane. Prav tako ugotavlja, da je kralj podelil zemljišča za podporo gradnje, delovanja in vzdrževanja templja Šiva v Saki leta 1043 ali 1121. To ni bil edini tempelj, zgrajen v tem obdobju. Napisi kažejo, da je glavno mesto sestavljalo veliko drugih templjev, tako hinduistične kot džainistične tradicije, skupaj s stopnicami, ribniki in mandapami (mandapa, javna dvorana) v bližini velikega jezera Dorasamudhra. To je največji tempelj, ki so ga zgradili Hojsali in je posvečen hindujskemu bogu Šivi v južni Indiji.
Imperij Hojsala in njegovo prestolnico Dorasamudra je v zgodnjem 14. stoletju vdrla, oplenila in uničila vojska Delhijskega sultanata Alaudina Khildžija, pri čemer sta Belur in Halebidu leta 1326 postala tarča plenjenja in uničenja s strani druge sultanske vojske sultana Mohameda bin Tughlaqa. Ozemlje je prevzel imperij Vidžajanagara. Kraljestvo Hojsala, pravi James C. Harle, se je končalo sredi 14. stoletja, ko je bil kralj Balala III. ubit v vojni z muslimansko vojsko sultanata Madurai. Dorasamudra in njeni templji so postali ruševine, prestolnica je bila zapuščena in mesto je postalo znano kot Halebidu (dobesedno 'stari tabor ali prestolnica'). Približno 300 prvotnih templjev imperija Hojsala je preživelo v različnih stopnjah škode, raztresenih po Karnataki. Hardy trdi, da je bilo od teh približno 70 do leta 1995 raziskanih do različnih stopenj podrobnosti.
S porazom Tipu sultana leta 1799 je Misore prišel pod vpliv kolonialne britanske vladavine. Ruševine templja Hojsalešvara so bile med najzgodnejšimi raziskanimi, nato najzgodneje fotografirane v 1850-ih in predmet več krogov dobrih popravil in obnov, ki niso imele temeljite dokumentacije. Plošče z ruševinami iz drugih templjev so bile tukaj ponovno uporabljene za prekrivanje mandape Nandi, delov frizov, uporabljenih za popravilo podstavka. Tako je tempelj Hojsalešvara, kakršen je preživel v sodobnem obdobju, sestavljen iz prvotne arhitekture in oblikovanja hindujskega templja, ki je bil odprt, kateremu so bili v 14. stoletju dodani kamniti zasloni z zunanjimi stenami in vrati, katerih kronski stolpi (šikara) so bili izgubljeni in katerih ruševine so bile večkrat popravljene in obnovljene v 19. in 20. stoletju.

## Opis
Tempelj Hojsalešvara je tempelj dvojčka ali dvikuta vimana (načrt z dvema svetiščema in dvema nadgradnjama). Oba templja sta enake velikosti, njuni svetišči pa sta odprti proti vzhodu, obrnjeni proti sončnemu vzhodu. Svetišče Hojsalešvara (kralj) in drugo za Šantalešvara (kraljica, Šantala Devi) imata Šiva lingam. Zunaj na vzhodni strani glavnih templjev sta dve manjši svetišči, v vsakem s sedečim Nandijem. Vzhodno od južnega svetišča Nandi je manjše pritrjeno svetišče Surja, kjer je 2,1 m visok kip Surja, obrnjen proti Nandiju in svetišču. Zgodovinarji, kot je Adam Hardy, navajajo, da tempelj Hojsalešvara kaže dokaze o drugih svetiščih, ki pa so zdaj izgubljena in izgubljena v zgodovini.
Tempeljski kompleks kot celota je postavljen na džagati (dobesedno posvetna ploščad). Ploščad je široka 4,5 m okoli zunanjih sten templja, namenjena obiskovalcu, da hodi po njej in si ogleda umetniško delo v smeri urinega kazalca, medtem ko dokonča obhod svetišč. Imenuje se pradakšina-patha (pot za obhod). Manjša svetišča si delijo isti džagati kot glavni tempelj, povezana s kamnitimi stopnicami. Obe svetišči sta drug poleg drugega v smeri sever–jug, obe sta obrnjeni proti vzhodu in imata pred vsakim mandapo (skupnostna dvorana). Obe mandapi sta povezani in dajeta pogled na veliko, odprto navarango za družinska in javna srečanja.
Tempelj je imel stolpe na vrhu vsakega svetišča, ki pa zdaj manjkajo. Po mnenju Foekeme so morali ti stolpi slediti obliki zvezde svetišča, ker jih imajo templji Hojasala, ki so bolje ohranjeni. Manjka tudi nadgradnja nad preddverjem, ki povezuje svetišče z mandapo, imenovano sukanasi (nizek stolp, ki izgleda kot podaljšek glavnega stolpa). Podobno ni več okrašenih miniaturnih streh, vzhodnih obodnih sten in drugih svetišč z glavnim templjem.
Tempelj je bil zgrajen iz kloritnega skrilavca, bolj znanega kot zeleni skrilavec ali steatit. Steatit je pri pridobivanju mehak in ga je lažje izrezati v zapletene oblike, vendar se sčasoma strdi, ko je izpostavljen zraku.

### Zunanje stene
Zunanje stene templja so zapleteno izrezljane. Njene najnižje plasti sestavljajo pasovi s frizi, ki jih sestavljajo (od spodaj navzgor) sloni, levi, zvitki z naravo in miniaturnimi plesalkami, konji, zvitki, prizori iz hindujskih besedil, mitske zveri (makara) in labodi. Po besedah Šadakšarija Setarja so na umetniškem delu prikazane podrobnosti, saj »ni dva enaka leva v celotnem razponu, ki zajema več kot furlong (200 metrov)«, umetniki so »ujeli Ramajano in Mahabharato ter glavne epizode Bhagavate«. Zunanja stena templja je slikovita pripoved hindujskih epov, njen srednji del pa ima velike plošče, kjer je »predstavljen celoten panteon hindujskih božanstev, to je priročnik hindujske ikonografije«, pravi Setar. Po besedah Foekeme in drugih umetnostnih zgodovinarjev sta kakovost in kvantiteta frizov, povezanih z epi, neverjetni, vendar serija plošč ne zaključi zgodbe v odseku, temveč se po odseku za nekaj časa vmeša drugo besedilo. Zunanje stene svetišč templja Hojsalešvara imajo 340 velikih reliefov.
Frizi in stenske podobe na zunanji steni večinoma pripovedujejo Ramajano, Mahabharato, Bhagavata Purano, druge glavne Šaiva in Vaišnava Purane. Nekateri glavni prikazi so (v smeri urinega kazalca):
- Na severovzhodni zunanji steni severnega Šivinega templja: Dvorni prizor, Bhairava, Bharavi, Samudra manthan, glasbeniki z glasbili iz 12. stoletja, Sukračarja, Kača-Devajani legenda, Lakšmi, Umamahešvara, Vamana-Bali-Trivikrama legenda, Indra legenda, Virabhadra, Šiva v jogi.
- Na jugovzhodni zunanji steni severnega Šivinega templja: plesalke, Bhairava, Bhairavi, Umamahesvara.
- Na severovzhodni zunanji steni južnega Šivinega templja: Krišnina lila iz Bhagavate, Vasudeva v zaporu, ki ji sledi nošenje novorojenega Krišne čez legendo o Jamuni, Krišna ubija Putani in druge asurije,  Krišna krade maslo, Krišna igra na flavto z ljudmi in živalmi, ki plešejo, Legenda o Krišni in Pradjumni, Krišna dvigne goverdhano, Judhisthira in Sakuni igrata kocke, Kičaka nadleguje Draupadi in Bhima sreča Kičako, oblečenega v žensko, da povrne pravico.

- Na jugovzhodni zunanji steni južnega Šivinega templja: Bhisma parva in Drona parva iz Mahabharate; Višnu stoji, plesalci in glasbeniki proslavljajo zmago Arjune nad Drono.
- Na jugozahodni zunanji steni južnega Šivinega templja: Ardžuna z epizodami Krišne v Mahabharati; plesalci, ki praznično proslavljajo zmago Pandav; legende Mohini v Vedah; Dakšinamurti, Umamahešvara, Tandavesvara, Višnu; Ardžuna sreča legende o Šivi; Aranja parva iz Mahabharate; Bhima in Bhagadatta legenda; Bhairava, Ganeša, Višnu in Vamana; Plesalci in glasbeniki na poroki Parvati in Šive; Višnu-Šiva-Brahma skupaj; Legenda Šanmukha in Tarakasura; Tandavesvara; trije soočeni z Brahmo na labodu; Šiva z Ganešo in Kartikejo; Narasimha med jogo; Durga kot Mahišasuramardini; Mohini pleše.

- Na severozahodni zunanji steni južnega Šivinega templja: Ležeči Višnu z vsemi bogovi in boginjami v spoštovanju; Legenda Prahlada-Hiranjakasipu-Narasimha iz Bhagavata Purane; Mohini kot Bhairavi z Bhairavo; Rama se bori z Ravano iz Ramajane; Indra sedi; Brahma s Sarasvati; Karna-Ardžuna in Bhina-Dusasana legende iz Mahabharate; Umamahešvara, Ganeša; prizor poljubljanja med moškim in žensko; glasbeniki, plesalci; Mohinijeve zgodbe; več prizorov dvorjenja in poljubljanja; Kali Šakti legende; Ardžuna legende.
- Na jugozahodni zunanji steni severnega Šivinega templja: stoječe podobe Brahme, Šive, Višnuja, Durge, Sarasvatija, Kame in Ratija, Parvati, legenda Indrakila; Parvati med jogo; Šiva je zaljubljen v Mohinija; Zgodbe iz Ramajane, vključno z zlatim jelenom, prvo srečanje s Hanumanom in Sugrivo, Rama, ki je izstrelil puščico skozi sedem dlani, Hanuman, ki je dal Ramin prstan Siti; Mohinijeve legende; ležeči Višnu na Seši, ki rojeva kozmični cikel; Vamana legenda; avatarji Višnuja; Šiva in Ganeša plešeta skupaj; dvanajst Aditijev iz Ved; legende Ardžuna-Bhisma; Šiva in Višnujev ženski avatar Mohini plešeta skupaj.
- Na severozahodni zunanji steni severnega Šivinega templja: Nataraja v plesu Tandava; Durga in Saptamatrika; legende o Abhimanju, Droni, Krišni z Ardžuno v Mahabharati; Nataraja; osem oblik Rudre; Mohini ples; Bharavi; Sarasvati pleše, Šiva in Ganeša plešeta, jezen Narasimha, različne oblike Višnuja, pleše Ganeša z Gadžasuramardano Šivo; Kartikeya; Parvati; plesalci in glasbeniki.

Kar zadeva teologijo iz različnih hindujskih tradicij, velike podobe na zunanjih stenah zahodne strani predstavljajo naslednje frekvence (razen majhnih plošč in miniaturnih frizov):
- Šiva: kot Umamahesvara (8), kot Nataraja in uničevalec različnih demonov (25), Dakšinamurti (1), kot gol Bhairava (6)
- Šakti: kot Parvati oblike Durga, Mahišasuramardini, Kali in drugih (18)
- Višnu: sedeč ali stoječ (15), Krišna kot Venogopala (12), Varaha (2), Narasimha (4), Vamana (1), Trivikrama (1)
- Harihara (pol Višnu, pol Šiva) (1)
- Ganeša: sedeč ali stoječ (4)
- Kartikeja: na pavu (1), pod kačo s sedmimi kapicami (2)
- Brahma (4)
- Sarasvati: sedi ali stoji (9)
- Vedska božanstva: Indra, Surja in drugi (4)
- Drugi: Višnu v svojem ženskem avatarju Mohini oblečena in gola, Šiva z Mohinijem, Ardžuna in drugi (ni šteto)
- Stene na drugi strani imajo več velikih podob.

### Vrata in mandapa
Tempelj ima štiri vhode. Tisti, ki ga obiskovalci danes običajno uporabljajo kot glavni vhod, je severni vhod, ki je najbližji parkirišču. Obstaja en vhod na južni strani in dva na vzhodni strani, ki gledata na dva velika samostojna odprta paviljona, katerih strop podpirajo struženi stebri.
Tempelj je imel prvotno odprto navarango, v kateri so bili paviljoni mandape vidni iz zunanjih svetišč, zunaj pa tistim v mandapi. V dobi kralja Hojsale Narasimhe I. so mandapo zaprli, dodali vrata in postavili perforirane kamnite zaslone, glede na napis, najden v templju. Ob štirih vratih so poznejši umetniki dodali še dvarapala in okrasje:
- Južni vhod: šest metrov visoke dvarapale z nakitom na obeh straneh vrat. Vsak ima štiri roke (dve zlomljeni, druge poškodovane), nosi džatamakuta, ima tretje oko in zobe ter stoji v pozi tribhanga v obliki črke S. Imajo ikone Šive, kot so damaru, kobra, trisula in druge. Na neki točki so bili uničeni. V 20. stoletju so poskušali obrezati, obnoviti in ponovno polirati obraze dvarapala, vendar je ustvaril nesorazmeren umeten videz. Nad vratno preklado je umetniško delo, ki prikazuje Nataraja (Tandava) skupaj z Nandijem, drugimi plesalci in glasbeniki.
- Jugovzhodni vhod: podoben južnemu vhodu, dve roki zlomljeni, obrazi pa so bolje ohranjeni. Nad preklado vrat je rezbarija, najbolje ohranjen vhod Nataraja z desetimi rokami (ena poškodovana), na levi ga spremljajo Narasimha, Sarasvati, Brahma, Ganeša, Parvati, eno božanstvo poškodovano in nejasno in Šiva, medtem ko je na desni strani Šiva, Parvati, Bhairava, Indrani, Kešava, Surja in Parvati.
- Severovzhodni vhod: vratna odprtina je poškodovana in manjkajo dvarapala, ostal pa je podstavek in plošče. Rezbarije nad vratno preklado so uničene.
- Severni vhod: uporabljajo ga sodobni turisti. Izvirne dvarapale so izgubljene, dve nadomestni pokvarjeni dvarapali pa sta bili vrnjeni iz ruševin regije za turiste. Tudi prizor nad vratno preklado je poškodovan in izvedbeno slabše.

Zunaj južnih vrat, v parku, so veliki kipi, eden od Ganeša. Kip je bil med tistimi, ki so bili prvotno dlje pri zunanjih vratih templja, vendar so bili tam poškodovani in pobrani iz ruševin. Odkrili so jih in postavili blizu templja. Navaranga vključuje dve majhni niši, obrnjeni druga proti drugi med obema templjema, kjer sta združena v transeptu. Imajo rezbarije in umetnine, vendar manjkajo kipi znotraj vsakega. V bližini zahodne niše je kamnita plošča z velikim napisom v sanskrtu v severnoindijski in južnoindijski pisavi.

### Stebri in stropi
Notranje stene templja so precej preproste v primerjavi z zunanjo steno, razen struženih stebrov, ki potekajo v vrstah med severnim in južnim vhodom. Štirje stebri pred vsakim svetiščem so najbolj okrašeni in edini, ki imajo v nosilcih stebrov skulpture madanakai.
Zlita mandapa ima vrsto stebrov, poravnanih vzdolž severozahodne osi. V osrednji navarangi mandapi vsakega templja so štirje stebri in dvignjen strop, ki je zapleteno izrezljan. Vsak od štirih stebrov te osrednje navarange je imel štiri stoječe figure madanakai (Salabhandžika, večinoma ženske) ali skupaj 16 stoječih figur na tempelj. Od 32 figur na osrednjih stebrih za oba templja jih je ostalo 11. Samo 6 poškodovanih je preživelo v severnem templju in 5 v južnem templju. Natančnejši pregled kapitela stebra nakazuje, da je bila na vsakem stebru v vzhodni vrsti figura, obrnjena proti sončnemu vzhodu, vendar vse te kažejo znake uničenja in nobena od teh podob se ni ohranila. Steber blizu drugih vzhodnih vrat ima dva poškodovana madanakaija, bolje ohranjeni pa so tisti v osrednji navarangi.

### Sanctum
Tempelj dvojček ima dve svetišči (garbhagriha), obe s Šiva lingo. Eno svetišče je posvečeno 'Hojsalešvara' Šivi (kralju), drugo pa 'Šantalešvara' Šivi (kraljici, Šantala). Oba sta enake velikosti. Vsako svetišče je kvadrat z darsano dvaro (razgledna vrata) na vzhodu, s tremi nišami na severu, zahodu in jugu. Vrata na vsaki strani obdaja dvarapala, od katerih vsaka vodi v sukanasi (preddverje). Nad preklado med dvarapalama je zapletena rezbarija, ki predstavlja Šivo s Parvati, skupaj z drugimi devami in devi, pa tudi dve veliki makari (mitska sinkretična morska bitja). Na makarah jahata Varuna in njegova žena Varuni. Podboji vrat so okrašeni s purnaghatami (posode obilja). Trg svetišča je prvotno imel zgoraj stolp (šikara), ki se je dvigal proti nebu, da bi dokončal nadgradnjo vimane, vendar so bili stolpi izgubljeni v zgodovini in tempelj je videti raven. Stene svetišča so preproste, izogibajo se motnjam bhakte in osredotočajo pozornost obiskovalca na duhovni simbol.
Tempelj ima manjša svetišča z lastnim svetiščem. Na primer, svetišča Nandi prikazujejo Nandije v svojem svetišču, medtem ko svetišče Surja prikazuje hindujskega boga sonca.

## Galerija
- Relief Siva in Parvathi v templju Hojsalešvara
- Ganeša
- Relief zunanje stene
- Zunanji stenski pasovi s frizi
- Garuda steber
- Hindujski bog Ganeša - zahodni vhod
- Reliefi
- Zunanji stenski reliefi na svetišču Šantalešvara
- Džainistična ikonografija na zunanji steni
- Plešoča Sarasvati
- Harihara – pol Šiva, pol Višnu
- Krišna s flavto
- Surjanarajana in Šiva
- Šiva kot Gadžasurasamhara